# Michele Rosiello
Michele Rosiello (* 18. února 1989 Neapol) je italský herec.

## Životopis
Narodil se a vyrostl v Neapoli. V roce 2014 získal inženýrský titul v oboru management na Univerzitě Fridricha II. Herectví začal studovat v Neapoli na filmové škole Pigrecoemme, v roce 2011 se zúčastnil hereckého kurzu na Škole filmového umění Gian Marii Volontého v Římě.
Po absolvování studia herectví v roce 2013 si jej režisér Ettore Scola vybral do svého filmu Jak zvláštní jméno Federico!, uvedeném na 70. ročníku Mezinárodního filmového festivalu v Benátkách. V roce 2015 ztělesnil Maria Cantapaneho ve druhé řadě seriálu Gomora. V letech 2017–2018 ztvárnil roli komisaře Alessandra Ferrase, jednoho z protagonistů televizní minisérie L'isola di Pietro, která se odehrává na ostrově San Pietro. V letech 2019–2021 hrál hlavní roli v televizním seriálu La Compagnia del cigno, který vytvořil a režíroval Ivan Cotroneo. V roce 2021 se podílel na televizním seriálu Mina Settembre a ztvárnil Davida Sardiho, jednu z hlavních postav seriálu Astrologický průvodce pro zlomená srdce, který vznikl v produkci Netflixu.

## Filmografie

### Film
- 2013 Jak zvláštní jméno Federico!
- 2016 Sole, cuore, amore

### Televize
- 2016 Gomora
- 2017–2018 L'isola di Pietro
- 2019–2021 La Compagnia del cigno
- 2021 Mina Settembre
- 2021–2022 Astrologický průvodce pro zlomená srdce